# Tour de France 2001
88. Tour de France rozpoczął się 7 lipca w Dunkierce, a zakończył się 29 lipca w Paryżu. Wyścig składał się z prologu i 20 etapów, w tym 12 etapów płaskich, 1 etapu pagórkowatego, 4 etapów górskich i 4 etapów jazdy na czas. Cała trasa liczyła 3455 km.

## Klasyfikacje
Klasyfikację generalną wygrał po raz trzeci z rzędu Amerykanin Lance Armstrong, wyprzedzając Niemca Jana Ullricha i Hiszpana Josebę Belokiego. Niemiec Erik Zabel wygrał klasyfikację punktową, Francuz Laurent Jalabert wygrał klasyfikację górską, a Hiszpan Óscar Sevilla był najlepszy w klasyfikacji młodzieżowej. Zabel wygrał klasyfikację punktową szósty raz z rzędu. Najaktywniejszym kolarzem został Laurent Jalabert. W klasyfikacji drużynowej najlepsza była hiszpańska drużyna Kelme.

## Doping
Już podczas pierwszego etapu testu antydopingowego nie przeszedł Hiszpan Txema del Olmo. W jego krwi wykryto erytropoetynę (EPO).
W 2007 roku do stosowania między innymi EPO w czasach swoich startów w ekipie ONCE (2001-2003) przyznał się Niemiec Jörg Jaksche. Zwycięzca klasyfikacji punktowej, Erik Zabel, także stosował doping, do czego przyznał się w 2013 roku.
W 2012 roku Armstrong został dożywotnio zdyskwalifikowany za stosowanie dopingu przez Amerykańską Agencję Antydopingową. Anulowano także wszystkie jego wyniki począwszy od 1 sierpnia 1998 roku. W 2013 roku Armstrong przyznał się do stosowania między innymi EPO, transfuzji krwi, testosteronu i kortyzonu. Mimo to jeden z najpoważniejszych rywali Amerykanina, Jan Ullrich stwierdził, że Amerykaninowi powinno się przywrócić wszystkie wyniki, z uwagi na powszechność stosowania dopingu wśród kolarzy w tamtych czasach.

## Drużyny
W tej edycji TdF wzięły udział 21 drużyny:
| - US Postal - Team Telekom - Mapei-Quick Step - Kelme-Costa Blanca - Domo-Farm Frites - iBanesto.com - ONCE-Eroski | - AG2R Prévoyance - Bonjour - Cofidis - Crédit Agricole - Festina - Jean Delatour - Fassa Bortolo | - Lampre-Daikin - Rabobank - Lotto-Adecco - CSC-Tiscali - Euskaltel-Euskadi - Française des Jeux - BigMat-Auber 93 |

## Etapy
| P  | 7 lipca  | Dunkierka                                 | ITT 8,2 km    | Christophe Moreau |               |               |               |
| 1  | 8 lipca  | Saint-Omer– Boulogne-sur-Mer              | 194,5 km      | Erik Zabel        |               |               |               |
| 2  | 9 lipca  | Calais – Antwerpia                        | 218,5 km      | Marc Wauters      |               |               |               |
| 3  | 10 lipca | Antwerpia – Seraing                       | 198,5 km      | Erik Zabel        |               |               |               |
| 4  | 11 lipca | Huy – Verdun                              | 215,0 km      | Laurent Jalabert  |               |               |               |
| 5  | 12 lipca | Verdun – Bar-le-Duc                       | TTT 67,0 km   | Crédit Agricole   |               |               |               |
| 6  | 13 lipca | Commercy – Strasburg                      | 211,5 km      | Jaan Kirsipuu     |               |               |               |
| 7  | 14 lipca | Strasburg – Colmar                        | 162,5 km      | Laurent Jalabert  |               |               |               |
| 8  | 15 lipca | Colmar – Pontarlier                       | 222,5 km      | Erik Dekker       |               |               |               |
| 9  | 16 lipca | Pontarlier – Aix-les-Bains                | 185,0 km      | Siergiej Iwanow   |               |               |               |
| 10 | 17 lipca | Aix-les-Bains – Alpe d’Huez               | 209,0 km      | Lance Armstrong   |               |               |               |
| 11 | 18 lipca | Grenoble – Chamrousse                     | ITT 32,0 km   | Lance Armstrong   |               |               |               |
|    | 19 lipca | Dzień przerwy                             | Dzień przerwy | Dzień przerwy     | Dzień przerwy | Dzień przerwy | Dzień przerwy |
| 12 | 20 lipca | Perpignan – Plateau de Bonascre           | 166,5 km      | Félix Cárdenas    |               |               |               |
| 13 | 21 lipca | Foix – Pla d'Adet                         | 194,0 km      | Lance Armstrong   |               |               |               |
| 14 | 22 lipca | Tarbes – Luz Ardiden                      | 144,5 km      | Roberto Laiseka   |               |               |               |
|    | 23 lipca | Dzień przerwy                             | Dzień przerwy | Dzień przerwy     | Dzień przerwy | Dzień przerwy | Dzień przerwy |
| 15 | 24 lipca | Pau – Lavaur                              | 232,5 km      | Rik Verbrugghe    |               |               |               |
| 16 | 25 lipca | Castelsarrasin – Sarran                   | 227,5 km      | Jens Voigt        |               |               |               |
| 17 | 26 lipca | Brive-la-Gaillarde – Montluçon            | 194,0 km      | Serge Baguet      |               |               |               |
| 18 | 27 lipca | Montluçon – Saint-Amand-Montrond          | ITT 61,0 km   | Lance Armstrong   |               |               |               |
| 19 | 28 lipca | Orlean – Évry                             | 149,5 km      | Erik Zabel        |               |               |               |
| 20 | 29 lipca | Corbeil-Essonnes – Paryż (Champs-Élysées) | 160,5 km      | Ján Svorada       |               |               |               |

## Liderzy klasyfikacji po etapach
| Etap                 | Zwycięzca            | Klasyfikacja generalna | Klasyfikacja punktowa | Klasyfikacja górska | Klasyfikacja młodzieżowa | Klasyfikacja drużynowa |
| -------------------- | -------------------- | ---------------------- | --------------------- | ------------------- | ------------------------ | ---------------------- |
| P                    | Christophe Moreau    | Christophe Moreau      | Christophe Moreau     | brak                | Florent Brard            | Festina                |
| 1                    | Erik Zabel           | Christophe Moreau      | Erik Zabel            | Jacky Durand        | Florent Brard            | Festina                |
| 2                    | Marc Wauters         | Marc Wauters           | Jaan Kirsipuu         | Jacky Durand        | Robert Hunter            | Crédit Agricole        |
| 3                    | Erik Zabel           | Stuart O’Grady         | Erik Zabel            | Benoît Salmon       | Florent Brard            | Crédit Agricole        |
| 4                    | Laurent Jalabert     | Stuart O’Grady         | Erik Zabel            | Patrice Halgand     | Florent Brard            | Crédit Agricole        |
| 5                    | Crédit Agricole      | Stuart O’Grady         | Erik Zabel            | Patrice Halgand     | Jörg Jaksche             | Crédit Agricole        |
| 6                    | Jaan Kirsipuu        | Stuart O’Grady         | Erik Zabel            | Patrice Halgand     | Jörg Jaksche             | Crédit Agricole        |
| 7                    | Laurent Jalabert     | Jens Voigt             | Erik Zabel            | Patrice Halgand     | Jörg Jaksche             | Crédit Agricole        |
| 8                    | Erik Dekker          | Stuart O’Grady         | Stuart O’Grady        | Patrice Halgand     | Jörg Jaksche             | Rabobank               |
| 9                    | Siergiej Iwanow      | Stuart O’Grady         | Stuart O’Grady        | Patrice Halgand     | Jörg Jaksche             | Rabobank               |
| 10                   | Lance Armstrong      | François Simon         | Stuart O’Grady        | Laurent Roux        | Óscar Sevilla            | Rabobank               |
| 11                   | Lance Armstrong      | François Simon         | Stuart O’Grady        | Laurent Roux        | Óscar Sevilla            | Rabobank               |
| 12                   | Félix Cárdenas       | François Simon         | Stuart O’Grady        | Laurent Roux        | Óscar Sevilla            | Rabobank               |
| 13                   | Lance Armstrong      | Lance Armstrong        | Stuart O’Grady        | Laurent Jalabert    | Óscar Sevilla            | Kelme                  |
| 14                   | Roberto Laiseka      | Lance Armstrong        | Stuart O’Grady        | Laurent Jalabert    | Óscar Sevilla            | Kelme                  |
| 15                   | Rik Verbrugghe       | Lance Armstrong        | Stuart O’Grady        | Laurent Jalabert    | Óscar Sevilla            | Kelme                  |
| 16                   | Jens Voigt           | Lance Armstrong        | Stuart O’Grady        | Laurent Jalabert    | Óscar Sevilla            | Kelme                  |
| 17                   | Serge Baguet         | Lance Armstrong        | Stuart O’Grady        | Laurent Jalabert    | Óscar Sevilla            | Kelme                  |
| 18                   | Lance Armstrong      | Lance Armstrong        | Stuart O’Grady        | Laurent Jalabert    | Óscar Sevilla            | Kelme                  |
| 19                   | Erik Zabel           | Lance Armstrong        | Stuart O’Grady        | Laurent Jalabert    | Óscar Sevilla            | Kelme                  |
| 20                   | Ján Svorada          | Lance Armstrong        | Erik Zabel            | Laurent Jalabert    | Óscar Sevilla            | Kelme                  |
| Klasyfikacja końcowa | Klasyfikacja końcowa | Lance Armstrong        | Erik Zabel            | Laurent Jalabert    | Óscar Sevilla            | Kelme                  |

- Podczas 1. etapu Christophe Moreau nosił żółtą koszulkę, a Igor González de Galdeano, drugi w klasyfikacji punktowej, zieloną.
- Podczas 9. i 10. etapu Stuart O’Grady nosił żółtą koszulkę, a Erik Zabel drugi w klasyfikacji punktowej, zieloną.

## Klasyfikacje końcowe

### Klasyfikacja generalna
| Pozycja | Zawodnik                  | Drużyna   | Czas         |
| ------- | ------------------------- | --------- | ------------ |
| 1.      | Lance Armstrong           | US Postal | 92 h 33' 08" |
| 2.      | Jan Ullrich               | Telekom   | +6' 44"      |
| 3.      | Joseba Beloki             | ONCE      | +9' 05"      |
| 4.      | Andriej Kiwilew           | Cofidis   | +9' 53"      |
| 5.      | Igor González de Galdeano | ONCE      | +13' 28"     |
| 6.      | François Simon            | Bonjour   | +17' 22"     |
| 7.      | Óscar Sevilla             | Kelme     | +18' 30"     |
| 8.      | Santiago Botero           | Kelme     | +20' 55"     |
| 9.      | Marcos Serrano            | ONCE      | +21' 45"     |
| 10.     | Michael Boogerd           | Rabobank  | +22' 38"     |

### Klasyfikacja punktowa
| Pozycja | Zawodnik            | Drużyna         | Punkty |
| ------- | ------------------- | --------------- | ------ |
| 1.      | Erik Zabel          | Telekom         | 252    |
| 2.      | Stuart O’Grady      | Crédit Agricole | 244    |
| 3.      | Damien Nazon        | Bonjour         | 169    |
| 4.      | Alessandro Petacchi | Fassa Bortolo   | 148    |
| 5.      | Sven Teutenberg     | Festina         | 141    |

### Klasyfikacja górska
| Pozycja | Zawodnik         | Drużyna       | Punkty |
| ------- | ---------------- | ------------- | ------ |
| 1.      | Laurent Jalabert | CSC-Tiscali   | 258    |
| 2.      | Jan Ullrich      | Telekom       | 211    |
| 3.      | Laurent Roux     | Jean Delatour | 200    |
| 4.      | Lance Armstrong  | US Postal     | 195    |
| 5.      | Stefano Garzelli | Mapei         | 164    |

### Klasyfikacja młodzieżowa
| Pozycja | Zawodnik          | Drużyna | Czas         |
| ------- | ----------------- | ------- | ------------ |
| 1.      | Óscar Sevilla     | Kelme   | 86 h 35' 58" |
| 2.      | Francisco Mancebo | Banesto | +10' 03"     |
| 3.      | Jörg Jaksche      | ONCE    | +47' 32"     |
| 4.      | Dienis Mieńszow   | Banesto | +1 h 13' 20" |
| 5.      | Marco Pinotti     | Lampre  | +1 h 15' 59" |

### Klasyfikacja drużynowa
| Pozycja | Drużyna  | Czas          |
| ------- | -------- | ------------- |
| 1.      | Kelme    | 259 h 14' 44" |
| 2.      | ONCE     | +4' 59"       |
| 3.      | Telekom  | +41' 06"      |
| 4.      | Bonjour  | +41' 49"      |
| 5.      | Rabobank | +51' 53"      |